# Bernard Manyandure
Bernard Manyandure  fue un escultor de Zimbabue conocido por sus tallas en piedra, nacido el año 1942 en Nyanga y fallecido el año 1999.

## Datos biográficos
Manyandure nació en Nyanga, y gran parte de los temas abordados en sus esculturas derivan del folclore local. Fue uno de los primeros escultores relacionados con la Workshop School (Escuela Taller) de Frank McEwen, permaneciendo en ella desde su fundación en 1957 hasta 1973. Inicialmente, comerciante granjero, más tarde se dedicó a tiempo completo a la escultura. 
Sus trabajos fueron presentados en la primera gran muestra de la escultura de Zimbabue en París y Londres, y fueron exhibidos en el Museo de Arte Moderno de Nueva York.